# Georges d'Amboise
 Georges d'Amboise  (1460 - 25 de maig de 1510) va ser un cardenal francès que a banda de la seva carrera com religiós també va exercir com a ministre d'estat.

## Família
Va pertànyer a la Família d'Amboise, una família noble amb considerable influència en àmbit eclesiàstic, ja que dels seus nou germans quatre van ser bisbes. El seu pare, Pierre d'Amboise, va ser camarlenc de Carles VII i Lluís XI, així com ambaixador a Roma. El germà gran de Georges, Charles, va ser governador d'Illa de França, Xampanya i Borgonya, i conseller de Lluís XI.

## Biografia
Va néixer a Chaumont-sur-Loire. La seva carrera eclesiàstica té els seus primers èxits a finals del segle xv, ja que entre 1493 i 1498 va ser arquebisbe de Rouen. En aquest últim any, que coincideix amb l'ascens de Lluís XII, va ser nomenat cardenal, així com a ministre d'estat, ostentant plens poders.
El seu mandat va estar marcat per una profunda reforma en el sistema judicial, així com per una baixada d'impostos generalitzada. Entre 1499 i 1503 va dirigir certes operacions militars al nord d'Itàlia, contra el Ducat de Milà. En el marc d'aquests enfrontaments va prendre contacte amb la cultura del Renaixement, de la qual Georges d'Amboise és un dels introductors a França.
Coincidint amb la seva plenitud política i religiosa quan va morir Alexandre VI, i Amboise va tractar d'arribar a ser Papa, cosa que no va aconseguir.
Va morir el 1510 als cinquanta anys.